# Aeroportul Sri Sathya Sai
Aeroportul Sri Sathya Sai (IATA: PUT, ICAO: VOPN) este un aeroport din Puttaparthi⁠(d), Puttaparthi mandal⁠(d), Sri Sathya Sai district⁠(d), Andhra Pradesh, India ce deservește zona Puttaparthi⁠(d). A fost deschis în 24 noiembrie 1990.
Situat la o altitudine de 475 m, aeroportul dispune de o singură pistă.